# Lasionectria flavida
Lasionectria flavida är en svampart som först beskrevs av August Karl Joseph Corda, och fick sitt nu gällande namn av Mordecai Cubitt Cooke 1884. Lasionectria flavida ingår i släktet Lasionectria och familjen Bionectriaceae.   Inga underarter finns listade i Catalogue of Life.